# Seconde majeure
En musique, une seconde majeure est un intervalle d'un ton, par exemple do-ré. Dans un tempérament égal à douze demi-tons (gamme tempérée), la seconde majeure est l'équivalent enharmonique de la tierce diminuée.